# Birmânia nos Jogos Olímpicos de Verão de 1980
Birmânia participou dos Jogos Olímpicos de Verão de 1980, realizados em Moscou, na então União Soviética. 
Foi a oitava aparição do país nos Jogos Olímpicos, retornando após ter ficando ausente em 1976, sendo representado por dois atletas que competiram no atletismo e no halterofilismo.

## Competidores
Esta foi a participação por modalidade nesta edição:
| Esporte        | Masculino | Feminino | Total |
| -------------- | --------- | -------- | ----- |
| Atletismo      | 1         | 0        | 1     |
| Halterofilismo | 1         | 0        | 1     |
| Total          | 2         | 0        | 2     |

## Desempenho

### Atletismo
Masculino
Eventos de pista
| Atleta   | Evento   | Final   | Final | Ref.  |
| Atleta   | Evento   | Tempo   | Pos.  | Ref.  |
| -------- | -------- | ------- | ----- | ----- |
| Soe Khin | Maratona | 2:41:41 | 47º   | [ 3 ] |

### Halterofilismo
Masculino
| Atleta     | Evento | Arranco | Arranco | Arremesso | Arremesso | Total | Pos. | Ref.  |
| Atleta     | Evento | Result. | Pos.    | Result.   | Pos.      | Total | Pos. | Ref.  |
| ---------- | ------ | ------- | ------- | --------- | --------- | ----- | ---- | ----- |
| Myint Sann | –90 kg | 125     | DNF     | —         | —         | —     | DNF  | [ 4 ] |

Legenda
| Recorde mundial      | Recorde mundial (World record)               |                       | Recorde africano                      | Recorde africano (African) |                                           | Q | Classificado por posição (Qualified) |
| Recorde olímpico     | Recorde olímpico (Olympic record)            | Recorde da América    | Recorde da América (Americas)         | q                          | Classificado por melhor tempo (Qualified) |   |                                      |
| Melhor marca do ano  | Melhor marca do ano (World leading)          | Recorde asiático      | Recorde asiático (Asian)              | DNS                        | Não largou (Did not start)                |   |                                      |
| Recorde nacional     | Recorde nacional (National record)           | Recorde europeu       | Recorde europeu (European)            | DNF                        | Não terminou (Did not finish)             |   |                                      |
| Recorde pessoal      | Recorde pessoal do atleta (Personal best)    | Recorde da Oceania    | Recorde da Oceania (Oceania)          | DSQ / DQ                   | Desclassificado (Disqualified)            |   |                                      |
| Recorde da temporada | Recorde da temporada do atleta (Season best) | Recorde sul-americano | Recorde sul-americano (South America) | NM                         | Sem marca (No mark)                       |   |                                      |